# シミュレーションゲーム

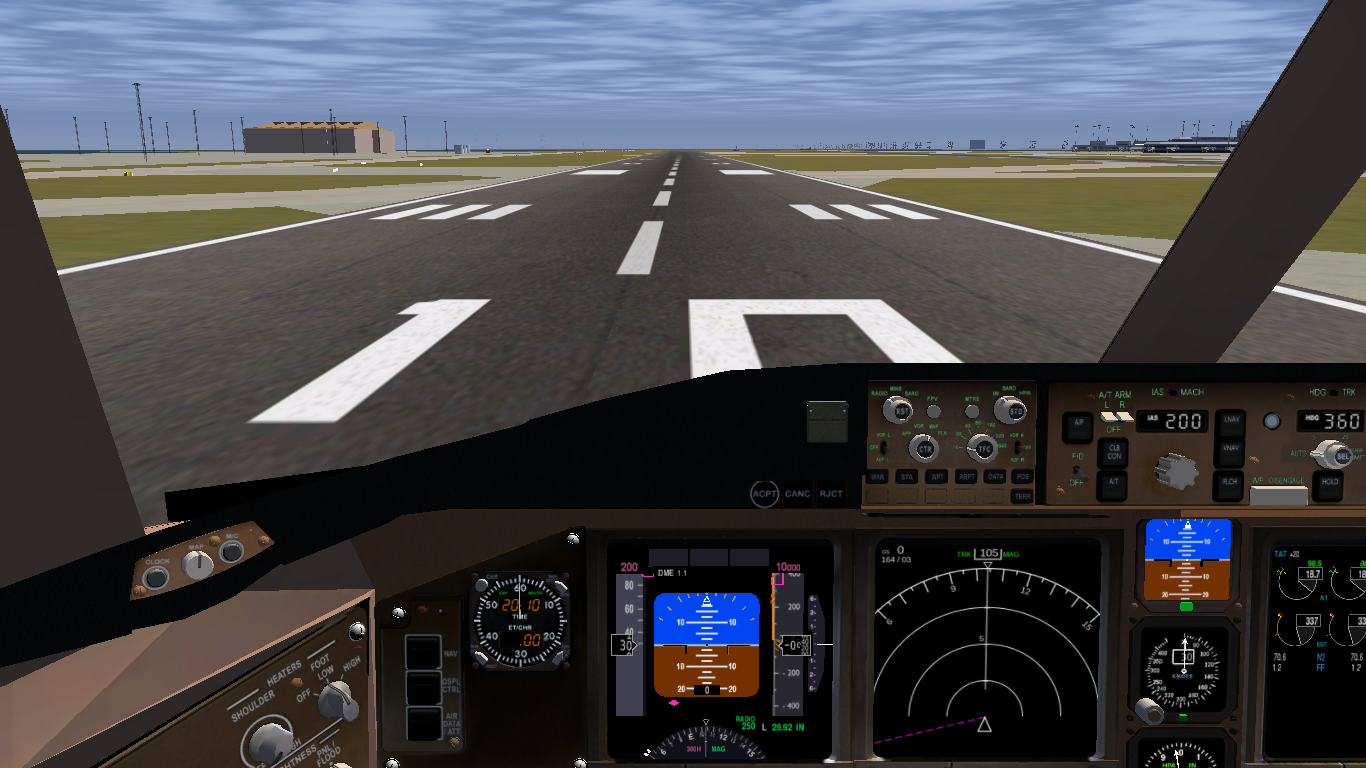
フライトシミュレーターゲームFlightGear

シミュレーションゲーム（simulation game）とはその名の通り現実の事象・体験を仮想的に行うコンピュータゲームのジャンルの一つ。日本では（特にコンピュータゲーム関連で）SLGと略されるのが一般的。英語圏では、昔はSIM（シム）というもう1つの略称の方がよく使われる傾向にあった。模擬実験ゲームともいう。

## ゲームジャンル
単にシミュレーションゲームと呼ぶ場合、意味合いが広範に及ぶため多くはさらに細分化されたジャンルによって分類される。以下、一般的にシミュレーションゲームとして扱われる、あるいはシミュレーションゲームとしての要素を抱合しているジャンルを列記する。

### 戦争・戦術・戦略シミュレーションゲーム
戦争を題材に扱ったウォー・シミュレーションゲームやストラテジーゲームと呼ばれるものがある。シミュレーション・ウォーゲーム、ウォーゲーム、戦略ゲームなどと呼ばれることもある。古くはチャトランガ系ゲームや、軍隊の戦術研究に用いられていた(机上作戦演習)。その後、ボードゲーム又はコンピューターゲームとして発表・発売されており、超古代ファンタジーからスペースオペラまで、戦略級・作戦級・戦術級、個人の動作まで意識する戦闘級など多岐にわたる。
国内では1980年代頃に海外メーカー製のこのジャンルのボードゲームを玩具メーカーなどが国内で販売したことに端を発して、このジャンルについてシミュレーションゲームという呼称が一般的になった。
後にパソコンゲーム、コンシューマーゲームとしてコンピュータ上で再現、および対戦相手をコンピュータが行うようにしたものが発売されて今に至っている。
ファミコンウォーズ（発売元：任天堂）、大戦略シリーズ（発売元：システムソフト）、ハイブリッド・フロント（発売元：セガ・エンタープライゼス）がこれにあたる。

#### リアルタイムストラテジー（RTS）
現在の欧米コンピュータゲーム市場にて人気のあるジャンルに「リアルタイムストラテジー」略してRTSが存在する。ゲームのテーマ自体はウォー・シミュレーションゲームと同じく戦闘を再現することにあるが、ゲーム中はリアルタイムで進行し、各ユニット（大小さまざまな部隊、登場人物の単位）などに命令を与えて行動させる。そのため、緻密な操作をすばやく行うアクションゲームとしての性質も持ち合わせていることが多い。
昔からシミュレーションゲームを実時間で展開させる試みはいくつかあったが、現在のリアルタイムストラテジーはゲームの舞台にマス目を描かずにより柔軟な動作を行わせる、マウス操作によって複数ユニットを的確に扱うことが要求される、戦闘だけでなく建築物の建設や資源の確保（ひいてはそのためのユニットの存在も必要となる）などの要素も取り入れる、などにより現在ではネットゲームの主要な一ジャンルとなっている。

### 経営・育成シミュレーションゲーム

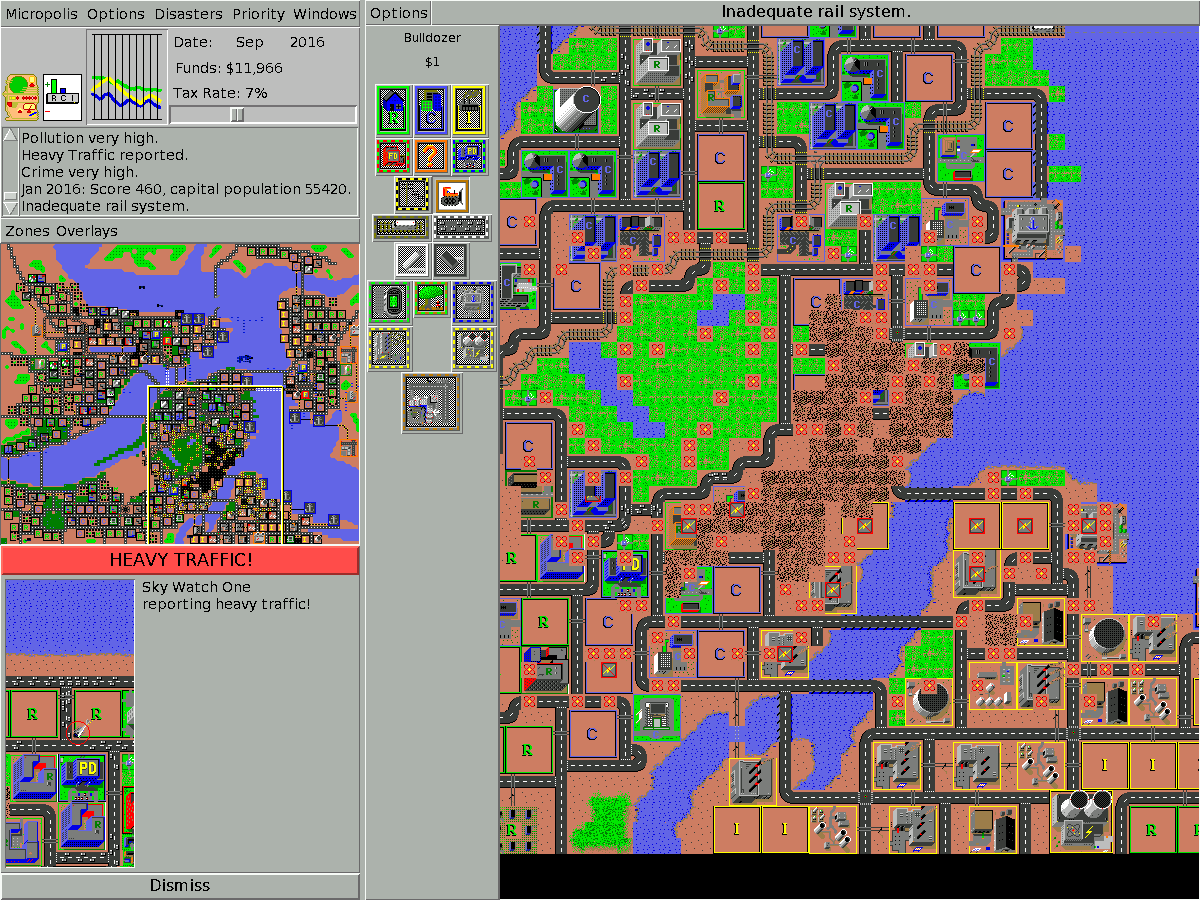
ミニスケープの代表作シムシティ

会社や組織などの収入・支出や、人的資源、物的資源、不動産などをゲームの要素として、会社の初期状態から目的に沿って事象を発展あるいは進展させるゲームを経営シミュレーションゲームと呼ぶ。
ボードゲームでは複数の組織をそれぞれ各プレイヤーが担当し、自分以外の組織の利益を奪って自分のものにする（ゼロサムゲームに近い）構造のものが多い。逆にコンピュータゲームでは一人でのプレイが主になる。
特にプロスポーツチームなどの登場人物、あるいはペットや競走馬などの能力を向上することがゲーム上重要なものは「育成シミュレーションゲーム」と呼ばれることがある。
また最近では、『Sim（シム）』シリーズや『Tycoon（タイクーン）』シリーズ、『A列車で行こう』などの、自宅周辺 - 都市レベルの開発を扱った経営・育成シミューションゲームのうちリアルタイムで進行するものがミニスケープあるいは箱庭ゲームと呼ばれるようになっている。

### ロールプレイングゲーム（RPG）
役割（Role）を演じる（Play）という意味合いから、ロールプレイングゲームもゲームの構成によってはシミュレーションゲームとしての要素を含んでいる。特にテーブルトークRPGでは、初期のころはシンプルな「戦闘の再現」の一形態であったものが、社会階級や性格、国家の設定など、詳細な要素が加わえられてきた。これは複雑なファンタジー世界や登場人物の人間関係のシミュレーションゲームと言うことも出来る。
コンピュータゲームでも『ウィザードリィ』や『ダンジョンマスター』などの「ダンジョン（洞窟、迷宮）をいかに攻略するか」といったものはある種の戦闘シミュレーションゲームともいえる。
また、近年コンピュータゲームでは「シミュレーションRPG」と呼ばれるジャンルが人気を博している。これは上述したようなロールプレイのもつシミュレート性からそう呼ばれるのではなく、登場人物をコマとして動かす戦闘シミュレーションゲームを模したシステムを採用していることが多いためである。複数の登場人物を戦闘経験により能力向上させていくという「育成シミュレーションゲーム」としての要素を併せ持っている。なおシミュレーションRPGの原点とも言える作品はファミリーコンピュータの『未来戦史ライオス』などが該当する。また、シミュレーションRPGを日本国内において広く知らしめたのは任天堂の『ファイアーエムブレム』シリーズだと言える。

### 実機シミュレーションゲーム
実在する乗り物（広義の意味では実在しないフィクション上の兵器、あるいは開発途中で実機の存在しない乗り物なども含まれる）の操縦・運転を再現する。電車など鉄道車両を運転する鉄道シミュレーションゲーム、各種航空機を操縦するフライトシミュレーションゲーム等がこれに該当する。実機になるべく近づけるため専用コントローラーが用意されることも多い。これらのうちゲーム性よりも再現性を重視するものは特にシミュレーターと呼ばれることがある。
本来は実機では失敗したときの損失が大きいためコンピュータ上で航空機や電車の操縦方法を習得するために製造されていたものであるが、現在では家庭用コンピュータ向けにゲーム性を加味して販売されている。
フライトシミュレーションでは武器を搭載した軍用機の操縦をテーマにしたものと、民間機の操縦をテーマにしたものに大別される。前者はミッションと呼ばれるあらかじめ決められた目標（敵機を撃墜する、特定地点を爆撃するなど）を達成したり、ネットワークで接続されたコンピュータでドッグファイトを行って互いに撃墜を狙うスタイルが多い。後者は基本的にゲームの舞台上を自由に飛行することも出来るが、現実の旅客機のフライトプランをゲーム中で再現することでその旅客機から見える風景を楽しむといった利用方法もある。
アーケードゲームでの旅客機シミュレーションゲームでは、いろいろな環境（各種空港や夜間など）での着陸をスムーズに行うことを課題にしたものもあった。
またレースゲームでも現実の物理法則を適用、および車両のコクピットなどを詳細に再現することで緻密な世界でのレースが体験できる傾向のゲームが「ドライビングシミュレータ」「レーシングシミュレータ」として販売されることもある。

## 分類
主に以下のように分類されるが、厳密に区別できるわけではない。評価する人により、あるいは文脈により同じゲームが異なるジャンルとして扱われることもある。
- ウォー・シミュレーションゲーム（ストラテジーゲーム）
  - 歴史シミュレーションゲーム
  - リアルタイムストラテジー
  - SFストラテジーゲーム
- 経営・育成系シミュレーションゲーム
  - 経営シミュレーションゲーム
  - 育成シミュレーションゲーム
    - 競馬ゲーム（競走馬育成ゲーム）

  - ミニスケープ
  - ライフゲーム
  - 恋愛シミュレーションゲーム
- 実機シミュレーションゲーム
  - フライトシミュレーション
  - 潜水艦シミュレーター
  - 船舶シミュレーター
  - 鉄道シミュレーター
  - ドライビングシミュレーター、レースシミュレーション
  - ライディングシミュレーター

## 関連企業例
- meleap - 未上場、ARなど最先端技術を使ったスポーツを世界へ提供する会社でAR技術を使い、実際に顧客が拡張現実を体験しながら遊べる「HADO」というテクノスポーツを開発し、運営・提供している施設を展開。東京都千代田区
- GOLFZONJapan - 未上場、ゴルフシミュレータの販売とそれを活用した店舗運営、Webサービス事業を展開。東京都新宿区
- 上新電機 - 東証プライム、情報通信機器、エンタテインメント商品、住宅設備機器などの専門販売店「Joshin」の運営も。大阪市浪速区
- GPRO - 未上場、住宅設備機器の販売や設備の施工のほかゴルフシミュレーターなどの機械を開発し販売。兵庫県尼崎市